# Fullersta gård

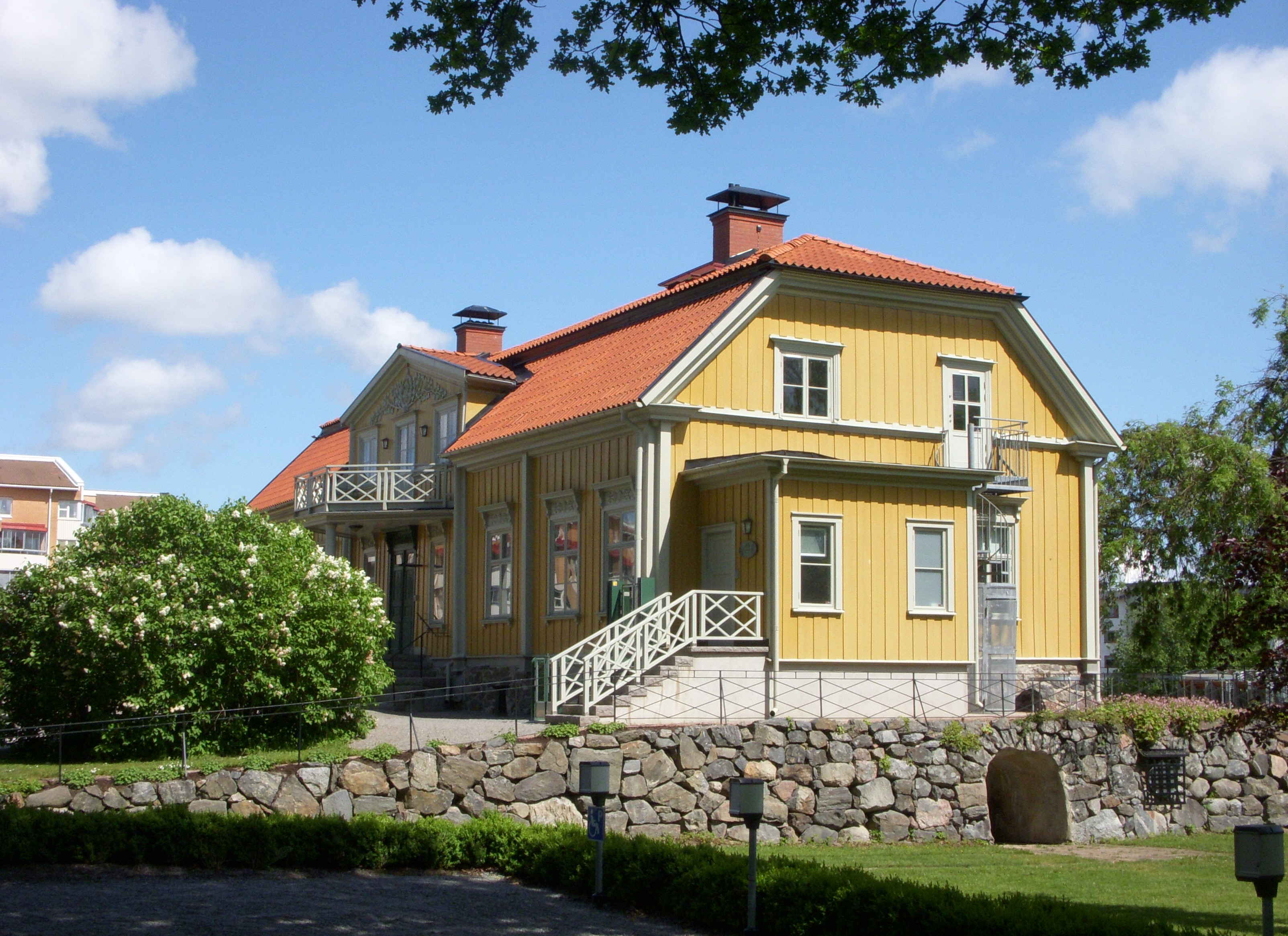
Fullersta gård, huvudbyggnad i juni 2012.

Fullersta gård är en herrgård och tidigare säteri i kommundelen Sjödalen-Fullersta i Huddinge socken i Huddinge kommun vars ägor omfattade bland annat det område som idag utgör Fullersta. Gården bedrivs sedan år 2009 som samtida konsthall. Fullersta gård har även en permanent utställning med verk av bland annat Peter Dahl och Ewert Karlsson samt ett café.

## Historik

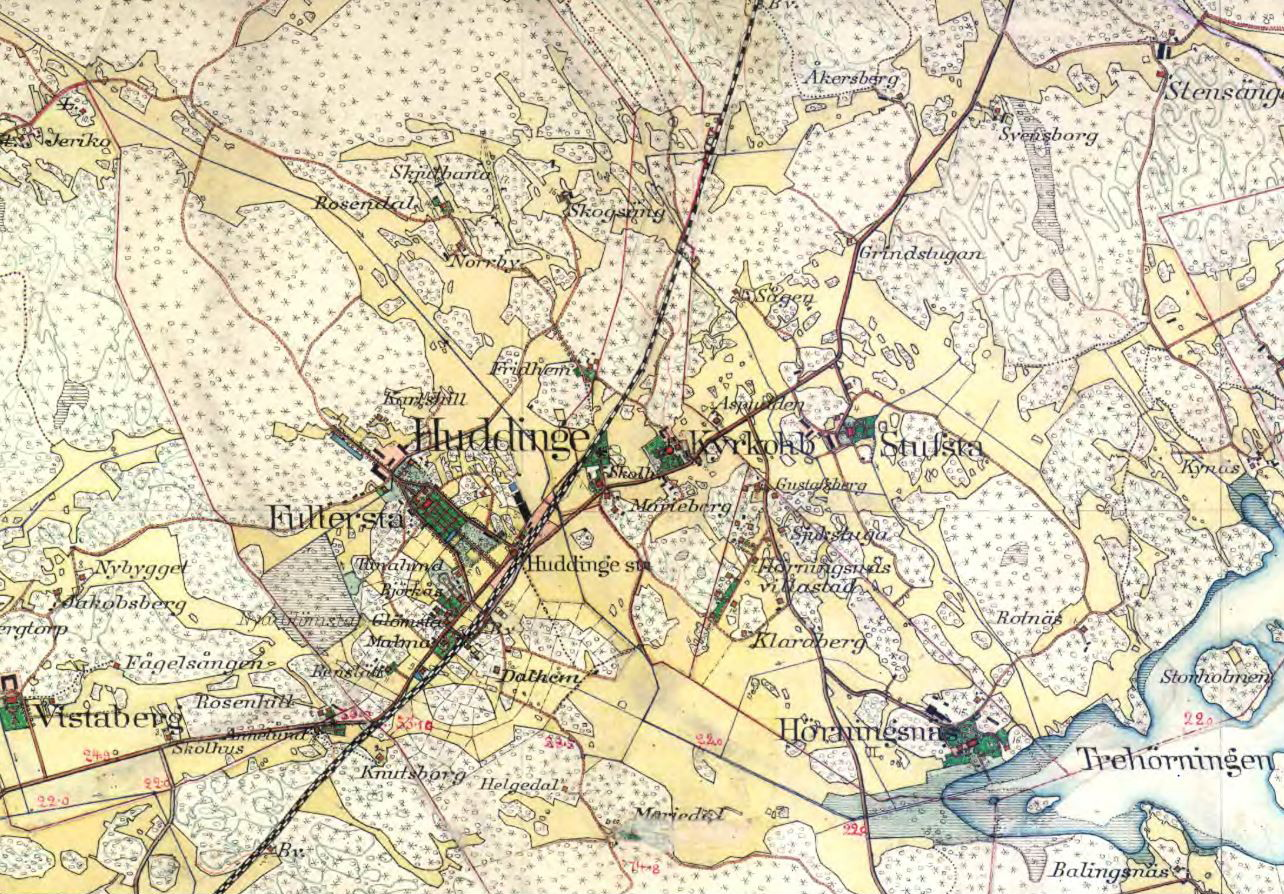
Häradsekonomiska kartan över Huddinge socken från 1901-1906 med Fullersta gård.

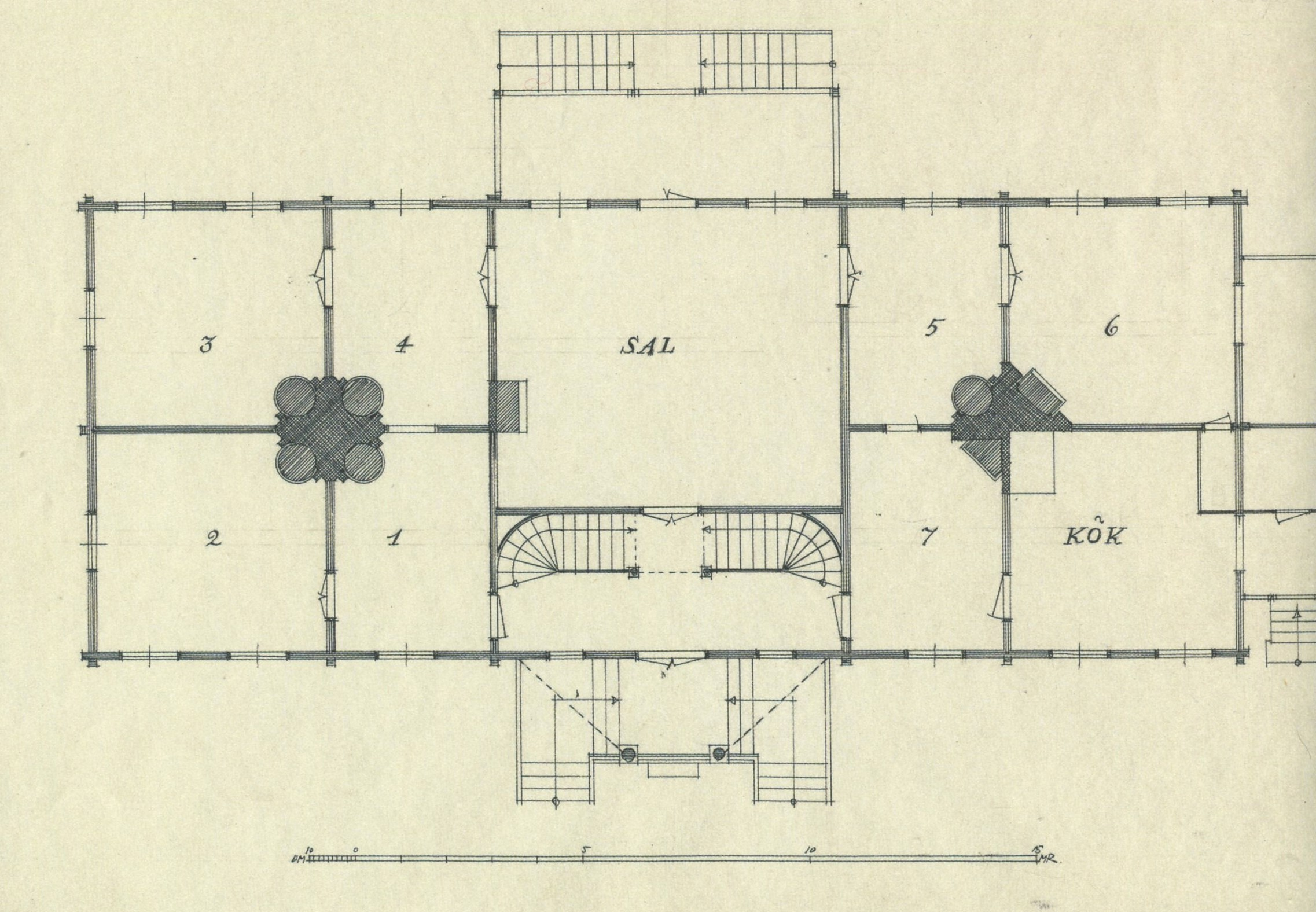
Ursprungsritning, bottenplan.

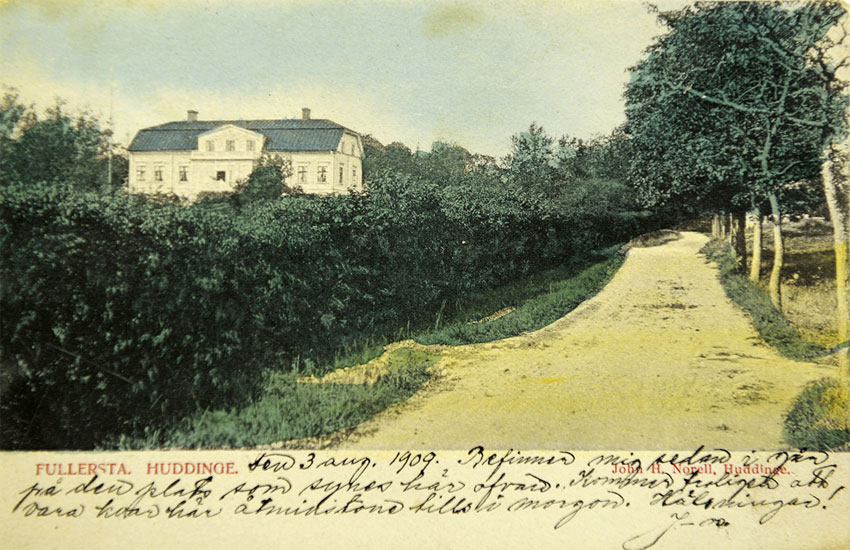
Fullersta gård 1909.

Den första säteribyggnaden uppfördes 1656 genom Åke Wrång (1612–1679). Medan han var underhäradshövding i Svartlösa härad började han köpa in ägorna bland annat av ättlingarna till Johan Skytte, som först fått dessa som förläning runt 1600. Dåvarande byn Fullersta revs och ersattes av ett stort antal torp som låg utspridda på Wrångs marker. Efter Wrångs död 1679 förvärvade Göran Göransson Gyllenstierna gården (dotterson till Johan Skytte), som sedan blev i släkten Skytte ägo till slutet av 1740-talet, då den såldes till friherre Carl Johan Stiernstedt. Den Stiernstedtska familjen innehade egendomen till 1848.
Pehr Pettersson, i folkmun kallad "Patron Pehr", köpte Fullersta gård för 38 000 riksdaler år 1848. Tidigare hade han arrenderat gården av kungliga sekreteraren Axel Odelbergs hustru, Vilhelmina Amalia Friesenheim, som ärvt den i rakt nedstigande led i släkten Stiernstedt. Patron Pehr hade ett förflutet som statare. Han var en driftig lantbrukare och duglig affärsman, som skapat sig en förmögenhet på brännvinstillverkning. 
Pettersson gav gratis mark till Statens Järnvägar mot löftet att få en station utanför huset (numera Huddinge station) och medverkade också till en ny vägsträckning från Huddinge till Stockholm; dåvarande Huddingevägens sträckning (idag motsvarande Kommunalvägen i Huddinge centrum). Avsikten var att underlätta transporten av  lantbruksprodukter in till huvudstaden. Patron Pehr hade med sina 300 mjölkkor landets då största djurbesättning. 
På 1850-talet byggdes dagens Fullersta gård i ett och ett halvt plan genom på- och ombyggnad av den tidigare säteribyggnaden. Resterna av grunden från den ursprungliga gården från 1656 har återfunnits i källaren till dagens huvudbyggnad. Pettersson lät också uppföra nya flygelbyggnader. De gamla brändes ned. 
År 1854 var omgestaltningen avslutad; då innehöll byggnaden 14 rum och kök på sammanlagt drygt 500 kvadratmeter. Mangårdsbyggnaden är av trä, gestaltad i empir. Fasaderna accentueras av pilaster och en tydlig frontespis som smyckas med motiv av eklöv och ekollon som är gårdens vapen. Årtalet (1854) för ombyggnaden återfinns i vindflöjeln av järnplåt som smyckar rättarbostadens vällingklocka.
Bland inredningen märks  magnifika kakelugnar från fyra sekler. En är från 1780-talet, en annan från 1830-talet, en tredje är tillverkad 1910 och den fjärde med motiv av eklöv och ekollon är specialbeställd 2009 av kakelugnsmakare/keramiker Annika Svensson, verksam i Göteborg. En femte kakelugn härrör från 1700-talet. En del uthus med smedja och statarbostad har försvunnit under första halvan av 1900-talet i takt med villabebyggelsens expansion.
Efter Patron Pehrs död ärvdes gården av hans hustru och sedermera av hustruns systerson Carl-Erik Lindell. Den senare var den siste ägaren som utnyttjade gården som jordbruk. Han lade ner jordbruket och började 1902 sälja "Vackra tomter för villor och egna hem" vid Huddinge järnvägsstation under beteckningen Huddinge villastad. På 1900-talet ägdes gården av bland annat Ernst Gavenius (1916-1919), AB Fullersta (1919-1931), Johan Sande d.ä. (1931-1939), AB Sande & Co (1939-1951) och Arne Sande (1951-1968).

## Gården idag
Under cirka 30 år ägdes gården av JM-bygg och hyrdes ut till Stockholms läns landsting för barn- och ungdomsvård. Sedan 1998 ägs herrgården av Huddinge kommun genom Huge Fastigheter. Den 19 september 2009 återinvigdes Fullersta gårds huvudbyggnad efter en omfattande renovering då den ursprungliga planlösningen till stora delar återställdes.  
Idag är gården en konsthall som haft duo- och soloutställningar med bland annat Rut Hillarp, Anna Bjerger, Viktor Kopp, Rune Hagberg Kristina Matousch, Lina Bjerneld, och Hans Isaksson.
Fullersta gård rymmer också ett galleri med permanenta utställningar av verk av Peter Dahl och Ewert Karlsson (EWK) i övervåningen, liksom  Karin Boye-rummet, där Boyes egna teckningar, litteratur och möbler finns bevarade.  På bottenvåningen ligger Spröd Stenugnsbageri. Konsthall och kafé är öppet för allmänheten i veckorna och på helgerna. Konstnärlig utsmyckning på gårdsplanet är Jörgen Hammars "Asmunds häst" från 1999.

### Bilder

Gårdens exteriör
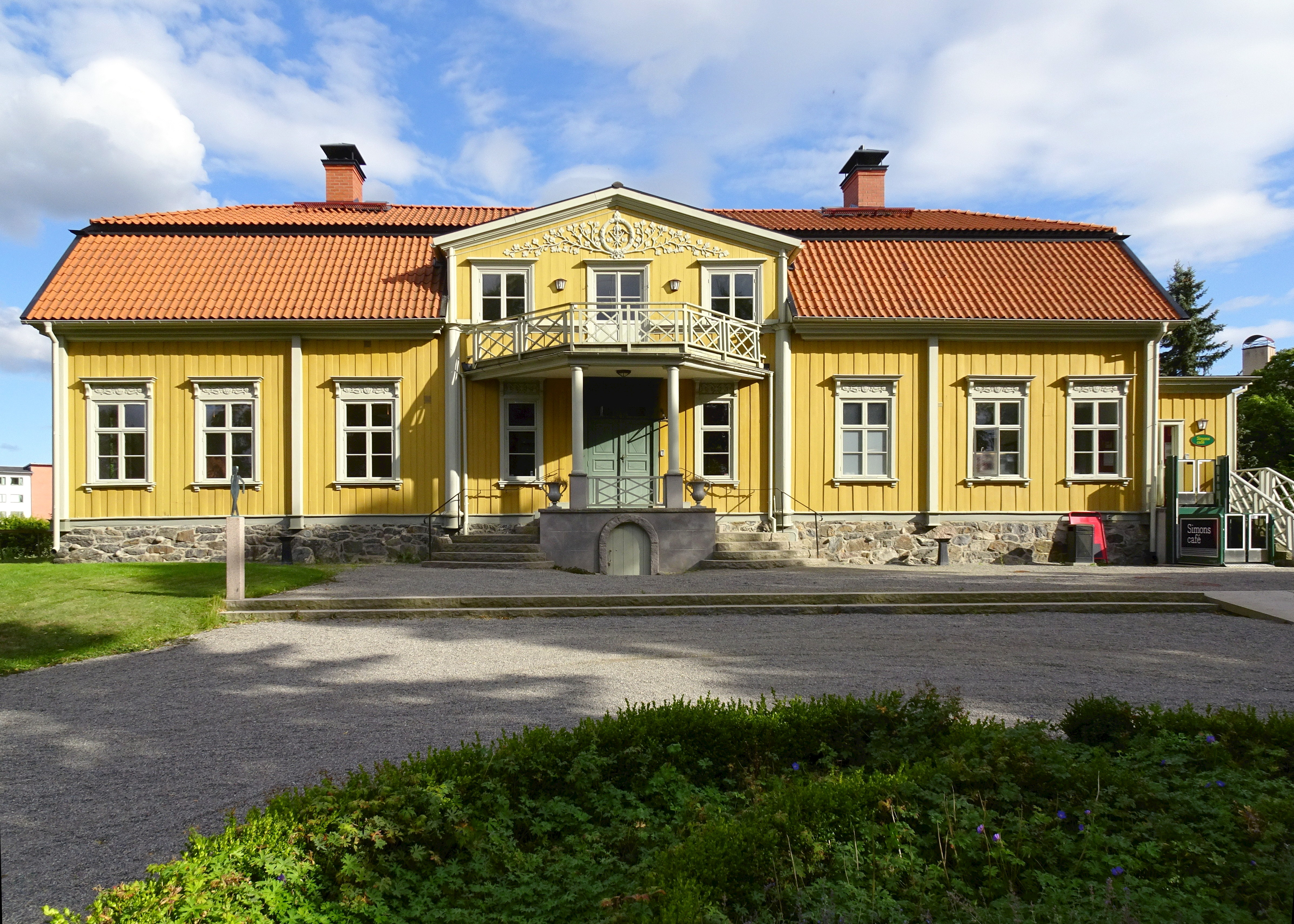
Fullersta gård fasad mot nordväst
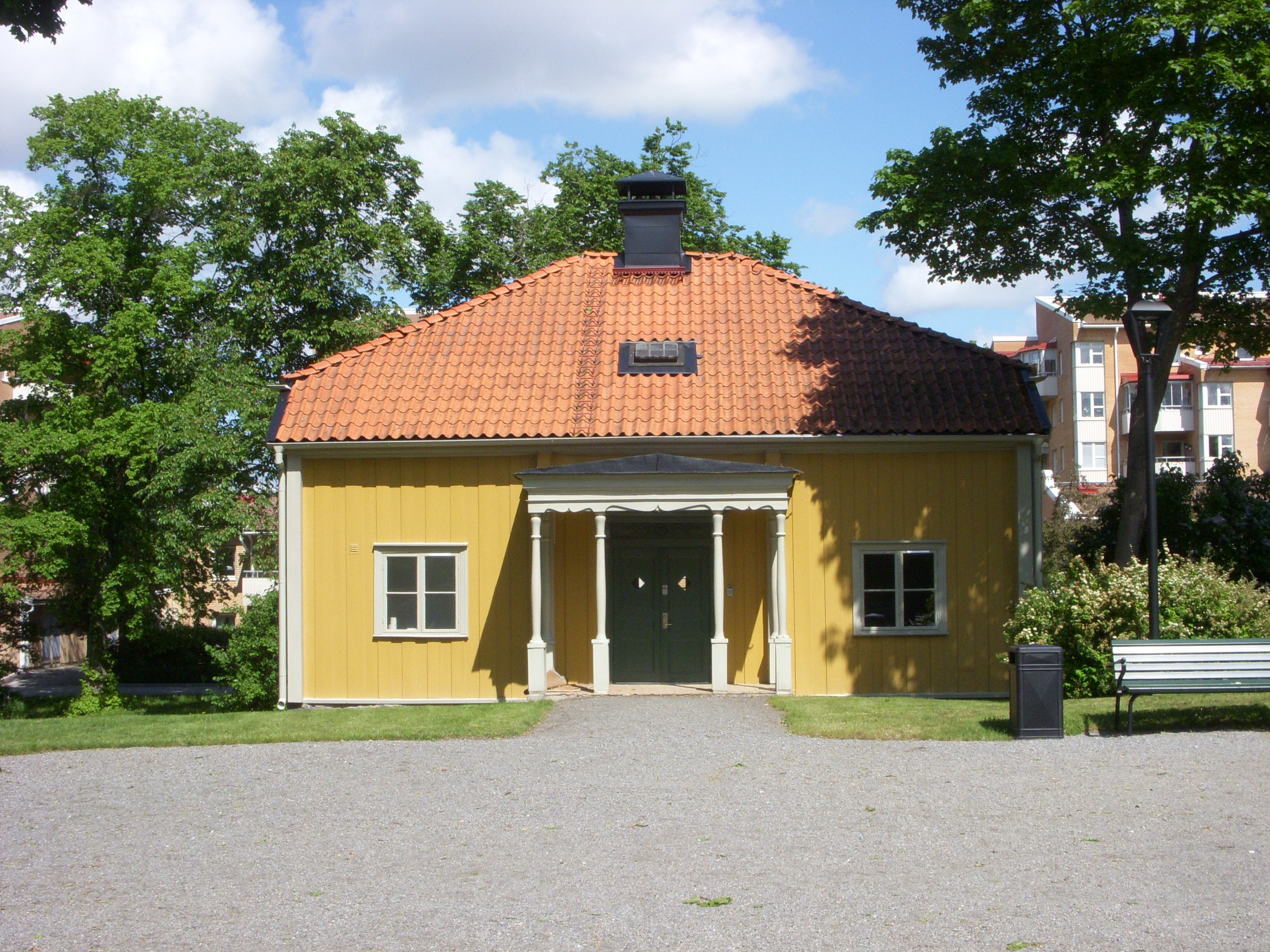
Fullersta gård norra flygeln ”Konstverkstan”
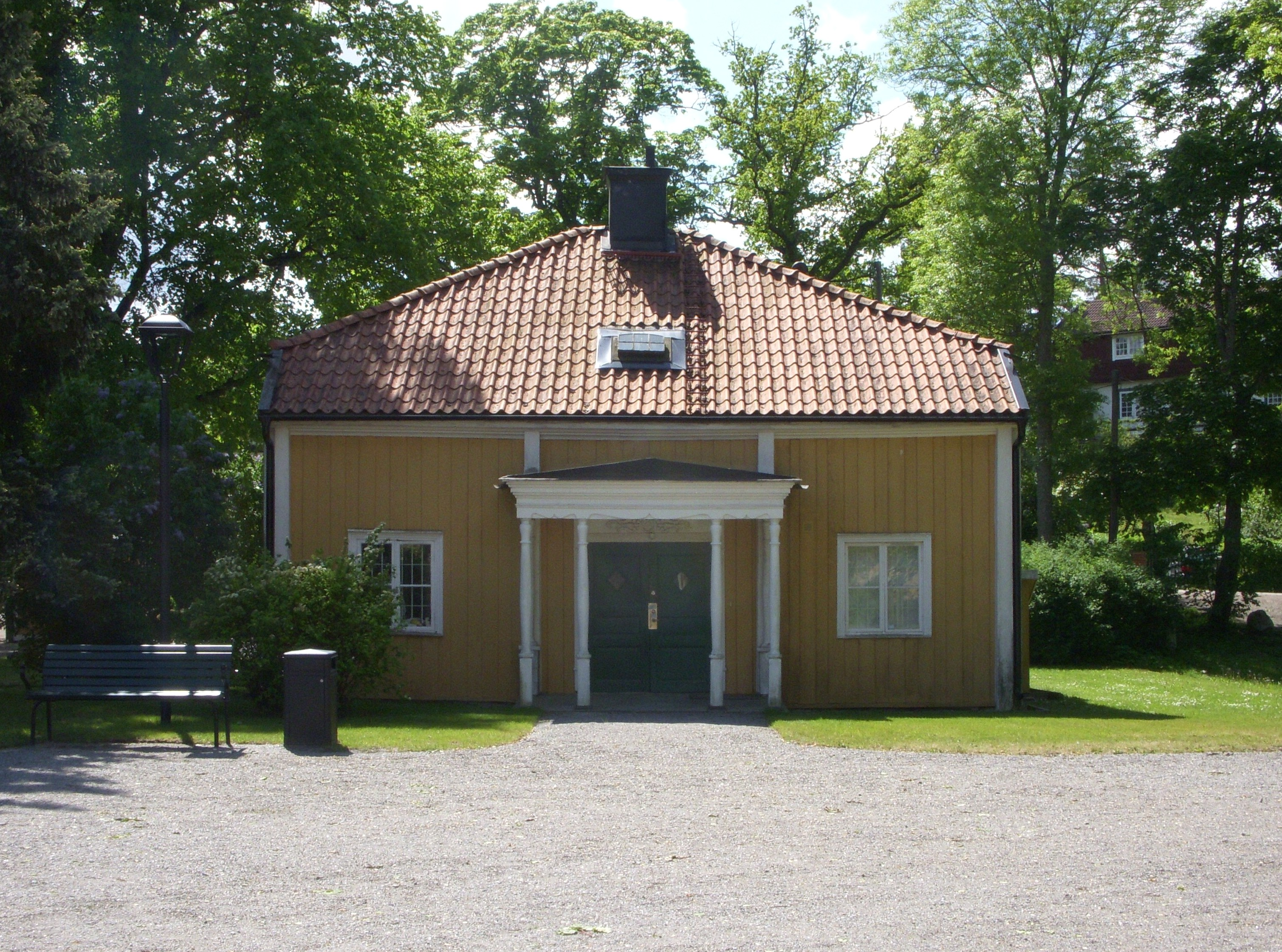
Fullersta gård södra flygeln
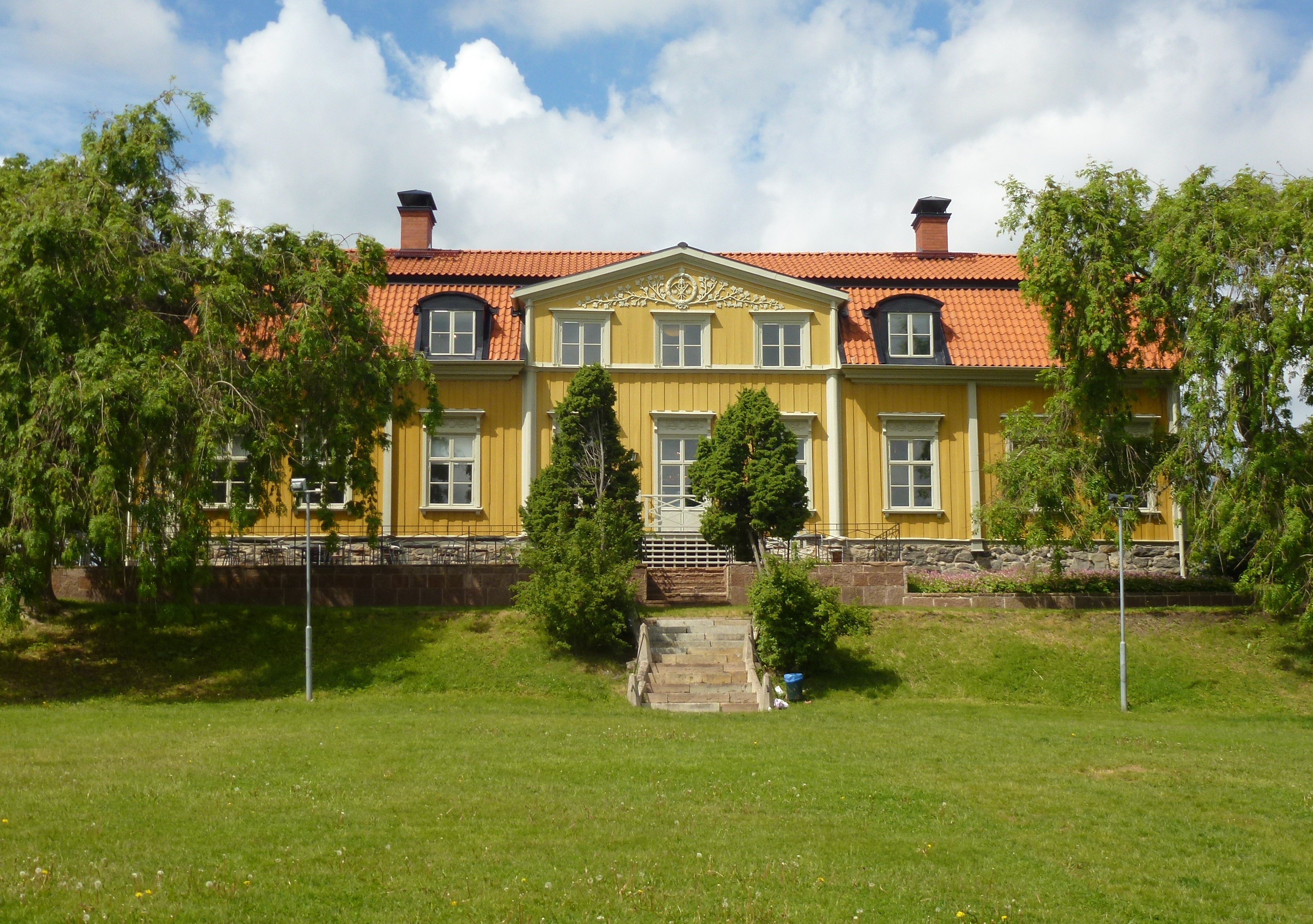
Fullersta gård fasad mot sydost